# SAP Center at San Jose
SAP Center at San Jose (tidigare HP Pavilion at San Jose, Compaq Center at San Jose och San Jose Arena) är en inomhusarena belägen i San Jose i Kalifornien i USA. Dess främsta hyresgäster är San Jose Sharks i National Hockey League.

## Historia

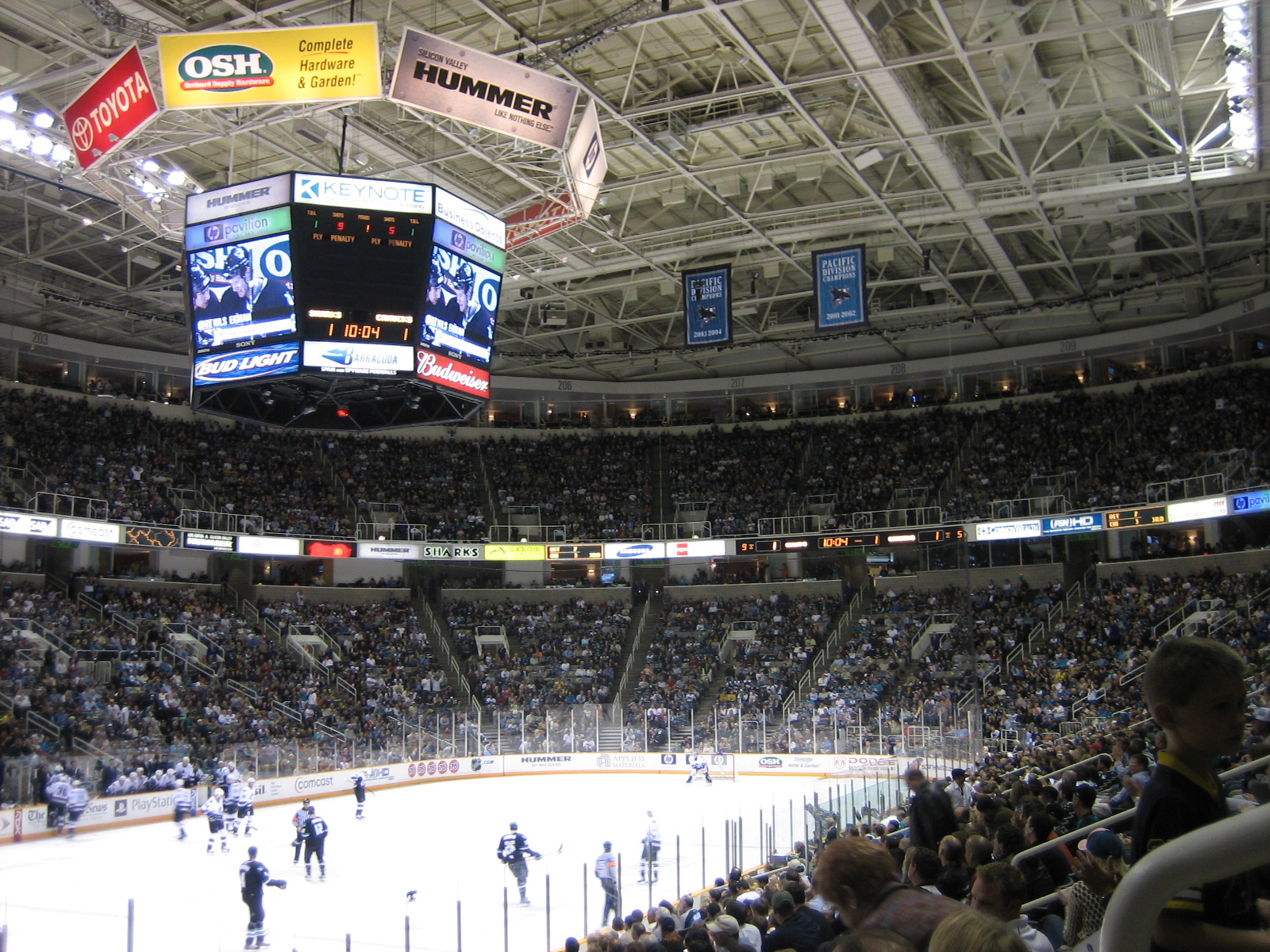
Arenainteriören under en ishockeymatch 2006.

Planer på en San Jose arena började i mitten av 1980-talet, då en grupp medborgare bildade Fund Arena Now (FAN). Gruppen kontaktade stadens tjänstemän och jagade potentiella sponsorer och samarbetspartners. I slutet på 80-talet träffade stadens borgmästare Tom McEnery FAN och en allmän omröstning för att tilldela lokala skattemedel för att bygga arenan genomfördes den 7 juni 1988 och röstades igenom med knapp marginal.
Bygget påbörjades 1991 men blev försenat efter San Jose Sharks begärde en uppgradering av arenan till NHL-standard inklusive tillägg av loger, pressläktare och ökat antal sittplatser. Arenan stod färdig 1993 under namnet San Jose Arena. Under 2001 såldes namnrättigheterna till Compaq, och det nya namnet blev Compaq Center at San Jose. HP köpte upp Compaq 2002 och arenan döptes om till HP Pavilion, samma namn som en av sina datormodeller. I slutet av april 2007 tillkännagavs det att arenan skulle genomgå en renovering, bland annat en ny jumbotron från Daktronics liknande den i TD Garden, Boston Bruins hemmaarena.
I juni 2013 köpte det tyska mjukvaruföretaget SAP namnrättigheterna till arenan i ett femårigt avtal värt 3,35 miljoner dollar per år. Arenan döptes till "SAP Center at San Jose" efter ett godkännande av San Joses kommunfullmäktige.